# Gianluca Bortolami
Gianluca Bortolami (Locate di Triulzi, 28 de agosto de 1968) es un exciclista italiano, profesional desde 1990, que consiguió 33 victorias.
Era un buen rodador, que logró algunos triunfos importantes en clásicas de un día, como el Tour de Flandes. También fue segundo en pruebas como la París-Roubaix o la París-Tours. En 1994 fue el vencedor de la extinta Copa del Mundo de ciclismo.
Participó en siete en el Tour de Francia, obteniendo su mejor resultado en 1994, año en el que finalizó 13.º y ganó una etapa.

## Palmarés
| 1990 - 1 etapa de la Vuelta a Gran Bretaña 1991 - 1 etapa de la Vuelta a Gran Bretaña - 1 etapa de la Semana Lombarda 1992 - 1 etapa del Tour de Romandía - 2 etapas de la Vuelta a Portugal 1993 - Monte Carlo-Alassio - Criterium de los Abruzzos 1994 - Campeonato de Zúrich - 1 etapa del Tour de Francia - Copa del Mundo - Leeds International Classic - Giro del Veneto - Gran Premio Ciudad de Camaiore 1995 - 1 etapa del Tour DuPont 1997 - Coppa Bernocchi - Giro del Piamonte - 1 etapa de la Vuelta a Galicia | 1998 - GP Chiasso 1999 - 2 etapas de la Vuelta a Austria 2000 - 1 etapa del Giro de los Abruzzos 2001 - Tour de Flandes - 1 etapa de la Vuelta a Suiza - Sparkassen Giro Bochum - 1 etapa del Brixia Tour 2002 - G.P. Bruno Beghelli - Giro de la Romagna - G. P. de Fourmies 2003 - 1 etapa de los Tres Días de La Panne 2004 - Giro de la Romagna - 1 etapa de la Vuelta a Bélgica |

## Resultados en las grandes vueltas
| Carrera         | 1990  | 1991 | 1992 | 1993 | 1994 | 1995 | 1996 | 1997 | 1998 | 1999 | 2000 | 2001 | 2002 | 2003 | 2004 | 2005 | 2006 |
| --------------- | ----- | ---- | ---- | ---- | ---- | ---- | ---- | ---- | ---- | ---- | ---- | ---- | ---- | ---- | ---- | ---- | ---- |
| Giro de Italia  | 123.º | 16.º | 64.º | 55.º | 51.º | -    | Ab.  | 34.º | -    | -    | 96.º | -    | -    | -    | -    | -    | -    |
| Tour de Francia | -     | -    | -    | 73.º | 13.º | Ab.  | -    | 46.º | -    | -    | Ab.  | -    | -    | -    | -    | Ab.  | -    |
| Vuelta a España | -     | -    | -    | -    | -    | -    | Ab.  | -    | -    | -    | -    | -    | -    | -    | -    | -    | -    |
| Mundial en Ruta | -     | -    | -    |      | 25.º | -    | -    | 34.º | -    | -    | -    | -    | 41.º | -    | -    | -    | -    |

-: no participa

Ab.: abandono

## Equipos
- Diana (1990)
- Colnago (1991)
- Lampre (1992-1993)
- Mapei (1994-1996)
- Festina-Lotus (1997-1998)
- Vini Caldirola (1999-2000)
- Tacconi (2001-2002)
- Vini Caldirola (2003)
- Lampre-Caffita (2004-2005)

- Datos: Q728765
- Multimedia: Gianluca Bortolami / Q728765